# Stroudia albofasciata
Stroudia albofasciata  (лат.) — вид одиночных ос (Eumeninae).

## Распространение
Африка: ЮАР (West Cape).

## Описание
Длина осы 8 мм По некоторым признакам напоминает одиночных ос вида Stroudia despecta. Взрослые самки охотятся на гусениц для откладывания в них яиц и в которых в будущим появится личинка осы.